# Sant Martí de Torroella
Sant Martí de Torroella és un poble del municipi de Sant Joan de Vilatorrada al Bages. Juntament amb Joncadella forma una entitat municipal descentralitzada que el 2019 tenia 278 habitants.
| Entitat de població     | Habitants (2019) |
| ----------------------- | ---------------- |
| Joncadella              | 22               |
| Sant Martí de Torroella | 256              |
| Font: Idescat           |                  |

Situat a la part septentrional del terme, el poble de Sant Martí de Torroella és el cap de l'EMD i està al marge esquerre del riu Cardener, a la confluència amb la rasa de Cal Marquès, al sud de Callús.
Està comunicat per la carretera comarcal C-55 (Manresa-Solsona) amb Callús i Sant Joan de Vilatorrada, i per la carretera local BV-4511 amb Santpedor.
El poble, d'origen rural i agrícola, conserva l'església romànica de Sant Martí, ja esmentada l'any 1022, que va pertànyer al monestir de Sant Benet de Bages. Al sud de la localitat es troba el veïnat de Joncadella, amb l'església de Santa Maria.
El 1833, quan es va crear el municipi actual amb la unió de Sant Martí de Torroella, Sant Joan de Vilatorrada i Joncadella, Sant Martí n'era el nucli principal i més poblat (en aquella data Sant Martí tenia 130 habitants, per 77 de Sant Joan), i el terme fou anomenat Sant Martí de Torroella, amb el cap municipal situat en aquest poble. El 1962, amb el creixement de Sant Joan derivat de la industrialització d'aquesta localitat, el municipi va canviar de nom i de capitalitat i va passar a anomenar-se Sant Joan de Vilatorrada. El 1983 es va crear l'entitat municipal descentralitzada, que comprenia els nuclis de Sant Martí de Torroella i Joncadella.
| 1990 | 1991 | 1994 | 1995 | 1996 | 2001 | 2003 | 2005 | 2019 |
| ---- | ---- | ---- | ---- | ---- | ---- | ---- | ---- | ---- |
| 247  | 232  | 219  | 217  | 204  | 214  | 212  | 224  | 256  |